# Església Vella de Sant Vicenç
|  | No s'ha de confondre amb Sant Vicenç de Tossa. |

L'Església Vella de Sant Vicenç és una església del municipi de Tossa de Mar (Selva). Es tracta d'una construcció d'estil gòtic, encimbellada sobre un penya-segat de cinquanta metres d'alçada. Forma part de l'Inventari del Patrimoni Arquitectònic de Catalunya.

## Descripció
En origen es tractava d'un edifici d'una sola nau principal dividida en quatre parts i dues capelles laterals com a indicació de creuer. La coberta era de creueria simple. L'absis és l'única part que encara conserva la coberta. Té planta octogonal i està cobert amb una volta formada per sis pannes. En la peça de clau hi ha un relleu amb la imatge de Sant Vicenç, titular de l'església. Al centre de l'absis trobem una finestra d'espitllera. El paviment està completament tapat per la terra.

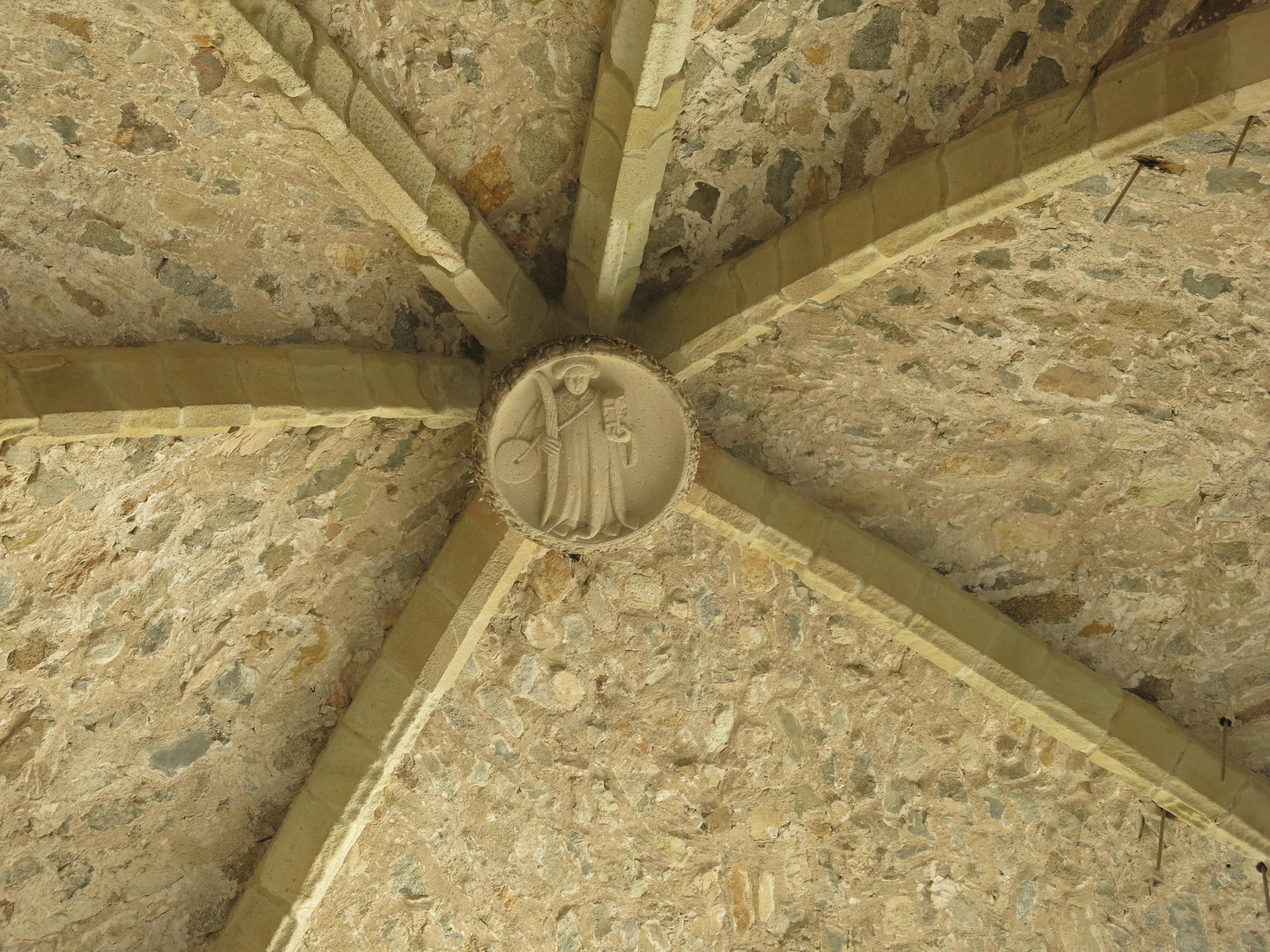
Clau de volta

Els elements estructurals, treballats escultòricament, com capitells, claus de volta, culs de llàntia, arcs són d'un estil que s'ha relacionat amb el de l'escultor Pere Oller, que va treballar a Girona i Ripoll en el segon quart del segle xv. Alguns d'aquests elements encara es poden contemplar en el seu lloc d'origen, com és el cas de la clau de volta amb l'efígie de Sant Vicenç, o el capitell de la capella dels Quatre Evangelistes, que per cert és l'únic que es conserva en el seu lloc, que simbolitza a Sant Joan com molt bé ho evidencia l'àliga, que apareix representada, la qual està ornada amb una banda en la qual es pot llegir: "SANCTUS JOANNES". Simultàniament també es troben fragments d'arcs, culs de llàntia, etc. El campanar era de torre quadrada i estava situat a la banda esquerra de la façana.
La construcció de la sagristia és posterior. Actualment queden dempeus l'absis central i les restes vivents d'una capella lateral. Als peus de l'Església trobem un artefacte metàl·lic vertical compost per dues columnes, el qual s'ha d'emmarcar en el context de les obres de consolidació que es van dur a terme entre 1983-84. Tot i que el seu aspecte és bastant estrafolari i completament deslligat i desvinculat de l'entorn en què es troba i que l'envolta, la seva ubicació respon a una raó molt simple. I és que les restes existents de la coberta es van esfondrar per causes d'una forta tramuntana. D'aquesta manera, perquè la coberta no s'acabés d'enfondrar definitivament amb les conseqüències fatídiques que tindria si per allà hi hagués algun visitant, es va decidir ubicar aquest artefacte com a eina d'apuntalament.

## Història
Les primeres notícies documentades sobre l'existència de la parròquia de Tossa dedicada a Sant Vicenç es remunten a la segona meitat del segle x, 966, en l'actual capella de Sant Benet. Tanmateix, després de la carta de poblament de 1186 i la consegüent construcció d'un nou temple parroquial amb el trasllat de les relíquies, fonts baptismals i el cementiri al Mont Guardí (Cap de Tossa), l'antiga església quedà sense advocació, acaparant tot el protagonisme la nova església ubicada damunt del que avui coneixem popularment com la Vila Vella.
El lloc escollit per a la nova església era certament simbòlic, en la part més alta del Mont Guardí, però no al cim que quedava reservat per al castell. És a dir, l'església estava pel damunt del poble, però dessota del poder. Era com un mitjancer entre ambdós. Val a dir que l'accidentada topografia d'aquest promontori no permetia la ubicació d'un edifici de dimensions tan considerables com es suposa que han de ser les d'una església.
En el curs del segle xvii aquesta església passà per un bon moment tal com ho demostra l'adquisició de dues campanes i una Custòdia. Les campanes es varen encarregar l'any 1624 al campaner d'Olot Miquel Calsa, estipulant en el contracte que la vila facilitaria els materials necessaris per a la seva fosa i col·locació. Es varen col·locar el mes de gener de 1625 i varen costar 55 lliures barcelonines.

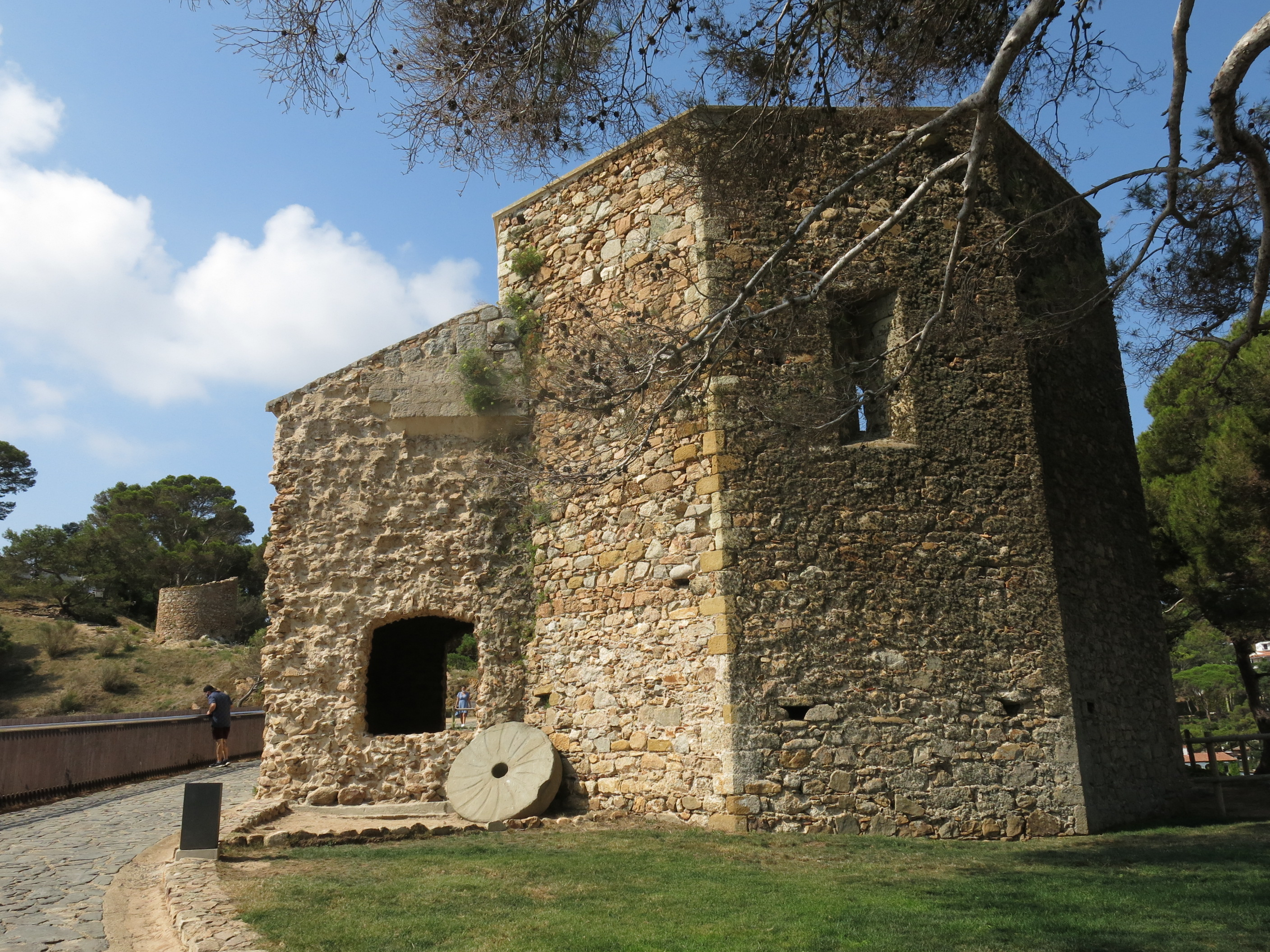
Absis

Tanmateix amb el pas successiu dels anys a l'església l'havien perjudicat els aires de mar i d'altra banda amenaçava ruïna; s'havia fet petita i a més a més la seva situació, allunyada del que llavors era el centre del poble, dificultava la freqüència dels feligresos. Per aquests motius el Batlle i els regidors de la vila varen adreçar-se al Rei manifestant-li que en conseqüència era necessària una nova església, que permetés una major cabuda, situada en un lloc més adient. Per cobrir les despeses tots els veïns, sense que cap d'ells s'hi oposés, varen decidir que pagarien un trentè de tots els fruits de mar i de terra al llarg del temps que calgués.
El mateix any es va aconseguir una llicència de Real Consejo per construir una altra església i establir el trentè. Les obres de la nova església varen finalitzar l'any 1776 i el 29 de novembre del mateix any, a la tarda, es va traslladar el Santíssim Sagrament des de l'església vella a la nova acompanyant d'una solemne processó encapçalada per dues cobles de músics i amb la presència del bisbe de Girona Tomàs de Lorenzana.
L'església Vella de Sant Vicenç va ser parcialment destruïda a inicis del segle xix, arran de l'explosió del polvorí que hi tenien els francesos, la qual va malmetre i castigar especialment la part davantera. Paral·lelament la destrucció de l'edifici prosseguí al llarg de tot el segle xix, per part dels mateixos vilatans que hi acudien a buscar pedres per construir les seves cases i fins i tot per indicació del mateix ajuntament per tal de protegir la vila de possible atacs carlins.
L'església vella, que es conserva actualment dins el recinte emmurallat, correspon al segle xiv. A mitjan segle xviii, pel fet que l'antic temple era insuficient, se'n construí un de nou amb el mateix nom, que fou enllestit el 1778.